# Turó d'en Cuc
El Turó d'en Cuc és una muntanya de 1.237 metres que es troba entre els municipis de Montseny, Sant Pere de Vilamajor i Tagamanent, a la comarca del Vallès Oriental.